# Il foglietto col tuo nome
Il foglietto col tuo nome è un singolo del gruppo musicale italiano Modà, pubblicato il 29 settembre 2023 estratto dall'album 8 canzoni.

## Video musicale
Il video, diretto da Matteo Alberti e Fabrizio De Matteis, è stato pubblicato in concomitanza del lancio del singolo sul canale YouTube del gruppo.

## Tracce
Testi e musiche di Francesco Silvestre ed Enrico Palmosi.
1. Il foglietto col tuo nome – 3:44